# 2-デヒドロパントイン酸-2-レダクターゼ
2-デヒドロパントイン酸-2-レダクターゼ（2-dehydropantoate 2-reductase）は、次の化学反応を触媒する酸化還元酵素である。
(R)-パントイン酸 + NADP+ {\displaystyle \rightleftharpoons } 2-デヒドロパントイン酸 + NADPH + H+
反応式の通り、この酵素の基質は(R)-パントイン酸とNADP+、生成物は2-デヒドロパントイン酸とNADPHとH+である。
組織名は(R)-pantoate:NADP+ 2-oxidoreductaseで、別名に2-oxopantoate reductase, 2-ketopantoate reductase, 2-ketopantoic acid reductase, ketopantoate reductase, ketopantoic acid reductaseがある。